# たのしいムーミン一家
『たのしいムーミン一家』（たのしいムーミンいっか）は、トーベ・ヤンソンのムーミン・シリーズにおける3作目の作品であり、1948年にスウェーデンで出版され、1950年には英訳された。英訳の際にこのようなタイトルになったのは、この作品が英語で出版された最初のムーミン本であり、実際に1980年代まではシリーズ第1作として位置付けられていたという事実によるものである。
1961年のあるイギリスの刊行物は、ムーミンママによる端書きを掲載している。そこで彼女は、イギリスの子供たちがムーミン一家のことを聞いたことがないといけないからと、その日常の姿を説明している。また、彼女は自分のひどい英語表現について謝罪をしている。その他の部分は、本著はエリザベス・ポーチによって英訳された。
この小説は1990年の『ムーミン』テレビシリーズでのエピソード1から8までの基礎となった。

## あらすじ
ムーミントロール、スニフ、スナフキンはある山の頂上で魔法使いの帽子を見つけるが、その奇妙な力には気づかない。その帽子の中に捨てられた卵の殻は、子供達が乗って遊ぶことのできる、5つの雲へと変わる。翌日、その雲は消えており、誰にも雲の出処が分からない。ムーミントロールが、かくれんぼの間その帽子の中に身を隠すと、その姿は何だか分からないものへと変身してしまう。
ひとたび彼らがその帽子の魔法の力に気づき、変身のために数回使うと、その家族は帽子を処分し、川へ投げ捨てることを決める。しかしムーミントロールとスナフキンは夜のうちにその帽子を取り戻し、海のそばの洞窟に隠してしまう。その洞窟で、マスクラットは自分の入れ歯が何か謎めいて恐ろしいものへと変わってしまい、おどろいてしまう。
ムーミン一家はニョロニョロ達の島へと装備一式のついたボートで向かうが、ムーミンママがぼんやりとして、毒のあるピンク色の多年草の束を帽子の中に落としてしまうと、ムーミンハウスはジャングルへと姿を変えてしまう。夜になるとそのジャングルは枯れ、子供達が釣りの間に既に捕まえていた巨大マムルークを調理するための薪として利用される。
トフスランとビフスランが、モランから盗んだルビーの王様を入れた大きなスーツケースを持ってやってくる。スノークが議長を務める法廷の後、モランはルビーを飛行おにの帽子と交換することに同意するのであった。
トフスランとビフスランはムーミンママのハンドバッグをベッドとして使うために盗むが、彼女の慌てぶりを見て、それを彼女に返す。
ムーミン一家はムーミンママのハンドバッグが見つかったことを祝うためにパーティーを開く。パーティーの間に、新たな帽子をかぶった飛行おにが到着し、ルビーの王様を要求するが、トフスランとビフスランに断られてしまう。
自らを奮い立たせ、飛行おにはパーティーの参加者全員の願いを一つずつ叶えてやる。全員が自分の望むそのものが手に入る訳ではないが、飛行おにはトフスランとビフスランが、ルビーの複製-ルビーの女王-を飛行おにに渡すことを望んでいると聞き喜んだ。
（ここで分かるように、飛行おには他人の願いを叶えることができるが、自分自身の願いは叶えられない）

## 派生作品
ヒュー・ローリーが語り手のオーディオブックの完全版が、2002年にBBCからリリースされた。